# Euphrasia trifida
Euphrasia trifida là loài thực vật có hoa thuộc họ Cỏ chổi. Loài này được Poepp. ex Benth. mô tả khoa học đầu tiên năm 1846.